# Добершюц (Нешвиц)

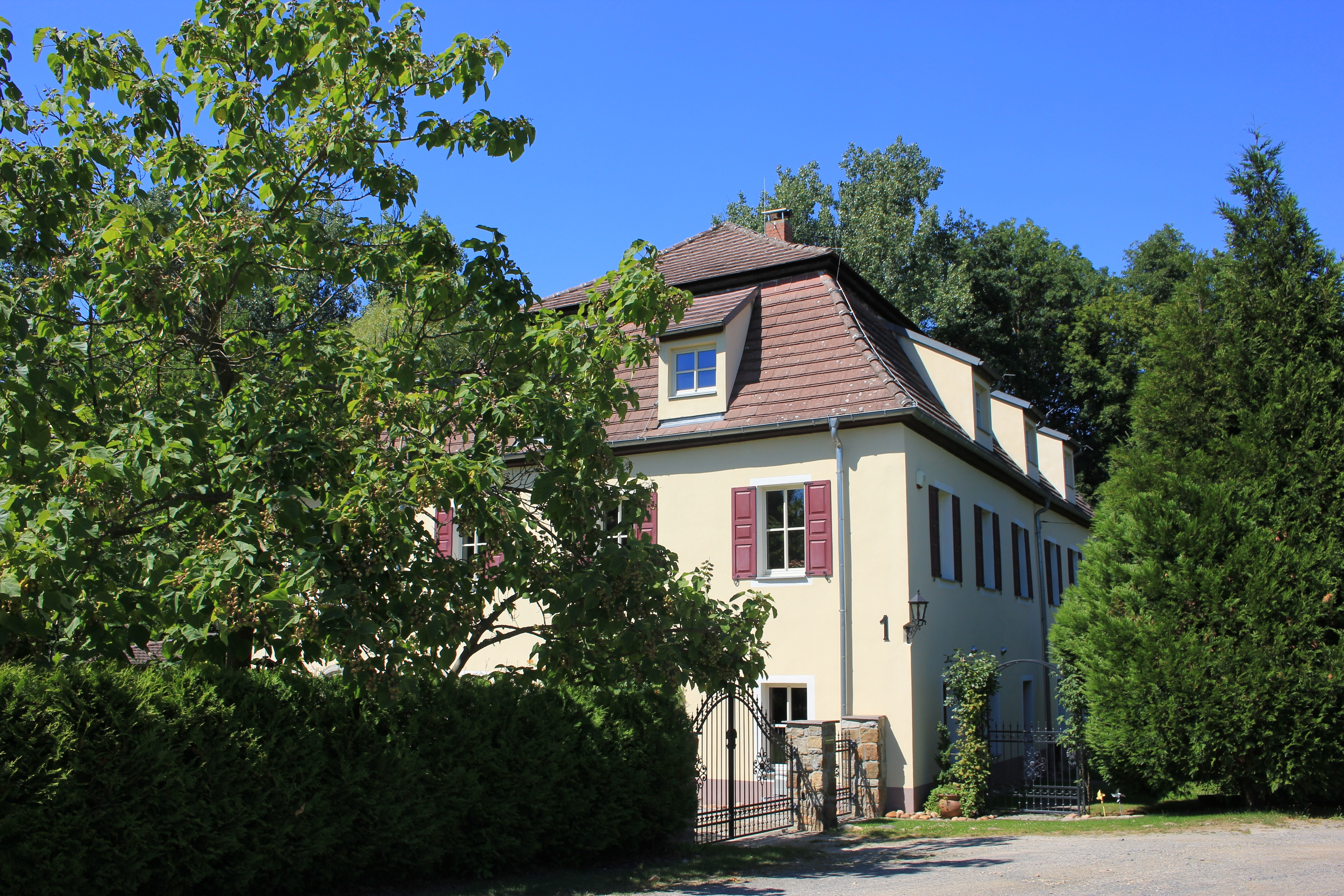
Усадьба

Добершюц или До́брошицы (нем. Doberschütz; в.-луж. Dobrošicyо файле) — деревня в Верхней Лужице, Германия. Входит в состав коммуны Нешвиц района Баутцен в земле Саксония. Подчиняется административному округу Дрезден.

## География
Находится около 15 километров на северо-запад от Будишина. Граничит на севере с деревней Кослов, на востоке — с деревней Лиша-Гора, на юге — с деревней Ясеньца коммуны Пушвиц и на юго-западе — с деревней Горки коммуны Кроствиц.

## История
Впервые упоминается в 1350 году под наименованием Johannes de Doberswicz.
С 1936 по 1974 года деревня входила в состав коммуны Каслау. С 1974 года входит в состав современной коммуны Нешвиц.
В настоящее время деревня входит в состав культурно-территориальной автономии «Лужицкая поселенческая область», на территории которой действуют законодательные акты земель Саксонии и Бранденбурга, содействующие сохранению лужицких языков и культуры лужичан.

## Население
Официальным языком в населённом пункте, помимо немецкого, является также верхнелужицкий язык.
Согласно статистическому сочинению «Dodawki k statisticy a etnografiji łužickich Serbow» Арношта Муки в 1884 году проживало 132 человека (из них — 122 серболужичанина (92 %)).
Лужицкий демограф Арношт Черник в своём сочинении «Die Entwicklung der sorbischen Bevölkerung» указывает, что в 1956 году при общей численности в 319 человек серболужицкое население деревни составляло 73,4 % (из них верхнелужицким языком активно владело 138 человек, 8 — пассивно и 88 несовершеннолетних владели языком).
| 1834 | 1871 | 1890 | 1910 | 1925 | 1939 | 1946 | 1950 | 1964 | 2016 |
| ---- | ---- | ---- | ---- | ---- | ---- | ---- | ---- | ---- | ---- |
| 105  | 133  | 136  | 121  | 153  | 256  | 245  | 316  | 291  | 125  |

## Достопримечательности
Памятники культуры земли Саксония
- Усадьба, первая половина XIX века (№ 09304230)
- Западный особняк усадьбы, 1800 (№ 09253282)